# 達三
達三（？—？），清朝政治人物。漢軍正藍旗人。
達三為舉人出身。道光十八年（1838年）八月，署任湖南永順府龍山縣知縣。